# شيكو شيباهارا
شيكو شيباهارا (باليابانية: 芝原 チヤコ) مواليد 9 أغسطس 1970 في سايتاما، هي مؤدية أصوات يابانية.

## الأعمال

### أنمي
- كارد كابتور ساكورا
- بوكيمون

### دبلجة
- الفسحة

## وصلات خارجية
- شيكو شيباهارا على موقع IMDb (الإنجليزية)
- شيكو شيباهارا على موقع أول موفي (الإنجليزية)
- شيكو شيباهارا على موقع قاعدة بيانات الفيلم (الإنجليزية)
- شيكو شيباهارا على موقع كينوبويسك (الروسية)
- شيكو شيباهارا على موقع ANN person (الإنجليزية)